# Миде, Матеуш
Матеуш Соуту Миде (порт. Mateus Souto Mide; родился 10 мая 2008 года в Порту, Португалия) — португальский футболист, полузащитник юношеской команды клуба «Порту».

## Клубная карьера
Матеуш является воспитанником «Порту» и прошёл через все детско-юношеские уровни в этом клубе. В сезоне 2024/25 полузащитник забил 9 голов в составе юношеской команды «драконов» и тем самым помог её стать чемпионом Португалии среди юношей.

## Карьера в сборной
С 2022 года Матеуш представляет португальцев на юношеском уровне. В 2025 году в составе сборной Португалии до 17 лет он играл на юношеском чемпионате Европы в Албании. Матеуш выходил в стартовом составе во всех 5 матчах первенства и забил гол в первой игре со сборной Албании (до 17 лет), а его национальная команда в итоге стала чемпионом Европы среди юношей. Суммарно за юношеские сборные Португалии полузащитник сыграл 22 матча, забив 5 мячей.

## Достижения
Сборная Португалии (до 17 лет)
- Чемпион Европы (до 17 лет) (1): 2025

## Стиль игры
Манерой игры Матеуш напоминает Витинью, Жуана Невеша и Бруну Фернандеша: провокатор, дриблер и завершитель атак в одном флаконе. Технически подкован и любит брать на себя роль плеймейкера.